# Herborn, Hessen
Herborn är en liten stad med cirka 21 000 invånare i distriktet Lahn-Dill i Hessen, Tyskland. Staden Herborn består av centrala Herborn och stadsdelarna Amdorf, Burg, Guntersdorf, Herbornseelbach, Hirschberg, Hörbach, Merkenbach, Schönbach och Uckersdorf. Namnet Herborn dök upp första gången år 1048. Herborn fick stadsrättigheter år 1251.
Johanneum Gymnasium i Herborn har ett partnerskap och elevutbyte med Katedralskolan i Linköping.